# Challenger de Rovereto 2024
El torneo Internazionali di Tennis Città di Rovereto 2024 fue un torneo de tenis perteneció al ATP Challenger Tour 2024 en la categoría Challenger 100. Se trató de la 2ª edición; el torneo tuvo lugar en la ciudad de Rovereto (Italia), desde el 18 hasta el 24 de noviembre de 2024 sobre pista dura bajo techo de tierra batida al aire libre.

## Jugadores participantes del cuadro de individuales
| Preclasificado | País                    | Jugador               | Rank1 | Posición en el torneo |
| 1              | Bandera de Croacia      | Borna Ćorić           | 97    | Segunda ronda         |
| 2              | Bandera de Italia       | Luca Nardi            | 105   | CAMPEÓN               |
| 3              | Bandera de Suiza        | Alexander Ritschard   | 118   | Primera ronda         |
| 4              | Bandera de Bélgica      | Raphaël Collignon     | 142   | Primera ronda         |
| 5              | Bandera de Francia      | Pierre-Hugues Herbert | 145   | Primera ronda         |
| 6              | Bandera de España       | Martín Landaluce      | 164   | Semifinales           |
| 7              | Bandera del Reino Unido | Jan Choinski          | 180   | Baja                  |
| 8              | Bandera de Dinamarca    | August Holmgren       | 194   | Semifinales           |

- 1 Se ha tomado en cuenta el ranking del 11 de noviembre de 2024.

### Otros participantes
Los siguientes jugadores recibieron una invitación (wild card), por lo tanto ingresan directamente al cuadro principal (WC):
- Jacopo Berrettini
- Francesco Maestrelli
- Giovanni Oradini

Los siguientes jugadores ingresan al cuadro principal tras disputar el cuadro clasificatorio (Q):
- Michael Agwi
- Mika Brunold
- Kilian Feldbausch
- Bogdan Pavel
- Oleg Prihodko
- Vitaliy Sachko

## Campeones

### Individual Masculino
- Luca Nardi derrotó en la final a  Francesco Maestrelli por 6–1, 6–3

### Dobles Masculino
- Sriram Balaji /  Rithvik Choudary Bollipalli derrotaron en la final a  Théo Arribagé /  Francisco Cabral por 6–3, 2–6, [12–10]